# Burg Hoheneck (Pforzheim)
Die Burg Hoheneck ist der Rest einer Höhenburg auf dem Hämmerlesberg bei dem Stadtteil Dillweißenstein der Stadt Pforzheim in Baden-Württemberg. Die Burgstelle am Nordrand des Schwarzwalds ist Endpunkt der Eppinger Linien.

## Geschichte
Der Burgplatz aus salischer Zeit wurde um oder vor 1100 errichtet und liegt an der Huchenfelder Straße östlich von Weißenstein. Ein Rechteck mit ca. 25 × 60 Meter Seitenlänge wurde an beiden Schmalseiten durch tiefe Gräben begrenzt. Die Namensgebung geht auf das 19. Jahrhundert zurück. Zuvor ist der Name Kräheneck bezeugt. Die Anlage wurde im 13. Jahrhundert aufgegeben und durch die Burgen am anderen Nagoldufer ersetzt. 
Die 1237 erwähnte Burg war im Besitz des Nix von Hoheneck. Die ehemalige Burganlage zeigt noch geringe Fundamentreste des Bergfrieds.

## Lage
Die ursprüngliche Burg Kräheneck (heute Hoheneck) am Unterlauf der Nagold ist die erste von drei Burganlagen, die das Flusstal überschauten und die Zugänge zu den beiden Umlaufbergen abriegelten. Sie liegt auf einem an der Basis nur 250 Meter breiten Bergrücken, der von einer Schleife der Nagold gebildet wird. Die Kammburg wurde durch zwei Halsgräben aus dem Rücken geschnitten. Ein Zusammenhang zwischen der Burg und dem naheliegenden Bergbaurevier Erzkopf wird vermutet. Der Floßzoll könnte bei der Standortwahl ebenfalls eine Rolle gespielt haben. Die Flussschleife durch das Hintere Tal wurde beim Straßenbau 1856 begradigt und damit die Topografie völlig verändert. Von einem Turm aus kleinquadrigem Sandsteinmauerwerk ist nur eine sehr zerfallene Kontur zu erkennen.